# Obrium dominicum
Obrium dominicum là một loài bọ cánh cứng trong họ Cerambycidae.